# Горумара (национальный парк)
Горумара (англ. Gorumara National Park, бенг. গরুমারা জাতীয় উদ্যান) — национальный парк в индийском штате Западная Бенгалия. Расположен на севере штата, в округе Джалпайгури, в тераях, в предгорьях Гималаев. Площадь парка составляет 80 км².

## География и климат
Территория представляет собой леса и травянистые равнины. Крупнейшая река парка — Джалдхака, приток Брахмапутры. Большая часть осадков выпадает с середины мая по середину октября; среднегодовой уровень осадков составляет 3820 мм.

## История
Горумара был заповедным лесом с 1895 года, в 1949 году был объявлен заповедником для сохранения местной популяции индийских носорогов. 31 января 1994 года заповеднику был присвоен статус национального парка.

## Флора и фауна
Флора представлена такими видами как сал, тик, альбиция, речной тростник и различные травянистые растения.
В парке встречаются 50 видов млекопитающих, 193 вида птиц, 22 вида рептилий, 7 видов черепах, 27 видов рыб и др.
Млекопитающие: индийский носорог, азиатский слон, губач, гаур, аксис, индийский замбар, мунтжаки, свиной олень, дикий кабан, циветы, мангусты и др. Парк не является домом для популяции бенгальского тигра, однако тигры иногда заходят сюда.